# Indotyphlops tenuicollis
Indotyphlops tenuicollis är en ormart som beskrevs av Peters 1864. Indotyphlops tenuicollis ingår i släktet Indotyphlops och familjen maskormar. Inga underarter finns listade i Catalogue of Life.
Denna orm förekommer i Nagabergen och i Assam i nordöstra Indien. Individerna lever i regnskogar. Indotyphlops tenuicollis gräver i lövskiktet och i det översta jordlagret. Honor lägger antagligen ägg.
Landskapsförändringar kan påverka beståndet negativ. Fram till 2019 var ormen känd från tre exemplar. IUCN kategoriserar arten globalt som otillräckligt studerad.